# Kalus
Kalus je masa parenhimskog tkiva koja se nalazi uz ranu nastalu pri mehaničkim povredama bilo kojeg dijela biljke. 
Kalus može nastati od bilo kojih živih stanica, a najbrže se oblikuje od kambija ili felogena. Stanice oko rane povećavaju svoje dimenzije, dolazi do njihove hipertrofije. Ove krupne stanice počinju se energično dijeliti, dajući masu nepravilnih nediferenciranih stanica, što se zove hiperplazija. Najintenzivnije nastaju kalusi stabla i korijena. 
Stanice kalusa slabo su diferencirane, s malo vakuola i krupnim jedrima, a imaju obično samo primarne, nešto deblje zidove. Nastanak kalusa vodi prema zarašćivanju rana i sprečavanju sušenja unutrašnjih tkiva i prodiranju patogenih organizama. On se formira i prilikom kalemljenja i dovodi do srastanja epibionta (kalema) i hipobionta (podloge). Ovaj proces je pod utjecajem posebnih hormona koje mogu stvarati povrijeđene stanice i okolne stanice. Od kalusa diferenciranjem nastaju kožna, provodna i druga tkiva, iako njihov oblik nije isti kao što je u normalnom slučaju. Pod izvjesnim uvjetima traumatični meristemi mogu davati apikalne meristeme, odnosno nove izdanke i korijene.